# Деркембаева, Ирина Григорьевна
Ирина Григорьевна Деркембаева (урождённая Ата́нова; 25 декабря 1927, Ункурлик, Иркутская область — 9 октября 2021) — киргизская советская артистка оперы (лирическое сопрано). Народная артистка Бурятской АССР (1958). Заслуженная артистка Киргизской ССР (1958). Народная артистка Киргизской ССР (1967).

## Биография
Ирина Григорьевна Деркимбаева родилась 25 декабря 1927 года в селе Ункурлик Сибирского края. По национальности бурятка.
В 1942 году начала сценическую деятельность в кордебалете Музыкально-драматического театра Улан-Удэ. Поступила на вокальное отделение музыкального училища в Улан-Удэ. Продолжила учёбу в музыкальном училище при Московской консерватории им. П. И. Чайковского. В 1946 году окончила училище, затем поступила в консерваторию. В 1952 году окончила Московскую консерваторию (педагогом выступила В. Ф. Рождественская).
С 1952 года Ирина Григорьевна являлась солисткой Киргизского театра оперы и балета. Выступала на концертах, гастролировала в различных зарубежных странах, таких как Республика Корея, Индия, Индонезия, Сингапур, Монголия, Польша, ГДР, Канада.
В 1958 году ей было присвоено звание Народной артистки Бурятской АССР и в том же году звание Заслуженной артистки Киргизской ССР.
В 1972 году продолжила работу в театре и преподавала в Кыргызском государственном институте искусств, затем 30 лет в консерватории. В 1978 году получила степень доцента.
Среди театральных партий Ирины Григорьевны Деркимбаевой можно выделить такие партии как Маргарита («Фауст» Шарля Гуно), Татьяна («Евгений Онегин» Петра Ильича Чайковского), Иоланта («Иоланта» П. Чайковского), Наталья («Опричник» П. Чайковского), Оксана («Черевички» П. Чайковского), Ярославна («Князь Игорь» Александра Порфирьевича Бородина), Царица-Лебедь («Сказка о царе Салтане» Николая Андреевича Римского-Корсакова), Тамара («Демон» Антона Рубинштейна), Маженка («Проданная невеста» Берджиха Сметаны), Дездемона («Отелло» Джузеппе Верди), Чио-Чио-сан («Мадам Баттерфляй» Джакомо Пуччини), Недда («Паяцы» Руджеро Леонкавалло), Микаэла («Кармен» Жоржа Бизе), Елена («Лакме» Лео Делибы), Паж и Графиня Чепрано («Риголетто» Джузеппе Верди), Прилепа («Пиковая дама» П. Чайковского), Ольга («Русалка» Александра Сергеевича Даргомыжского); Валентина и Тотуя («Токтогул» Виктора Петровича Власова, Абдыласа Малдыбаевича Малдыбаева и Владимира Георгиевича Фере), Канаим («Манас» В. П. Власова, А. М. Малдыбаева и В. Г. Фере), Калыйман («Айчурек» В. П. Власова, А. М. Малдыбаева и В. Г. Фере), Суусар («Холостяки» Ахмата Аманбаева) и прочие.
Скончалась 9 октября 2021 года после продолжительной болезни.
Муж — Асан Деркембаев (10 октября 1910 — 24 сентября 1974) — государственный деятель Киргизской ССР, нарком лесной промышленности и лесного хозяйства (1939—1945), начальник Киргизглавснаба (1961—1965).

## Награды
- Орден «Данакер» (17 августа 2005) — за большой вклад в развитие культуры и искусства республики[1].
- Орден Трудового Красного Знамени (1958).
- Народная артистка Киргизской ССР (1967).
- Заслуженная артистка Киргизской ССР (1958).
- Народная артистка Бурятской АССР (1958).
- Двукратный победитель Всесоюзного конкурса вокалистов и артистов балета.